# Корчак, Дмитрий Михайлович
Дмитрий Михайлович Корчак (род. 19 февраля 1979, Электросталь, Московская область) — российский оперный певец (тенор) и дирижёр.
Принимал участие в различных творческих проектах камерного оркестра «Виртуозы Москвы», гастролируя с ним по всему миру. Сотрудничал с Российским национальным оркестром, Большим симфоническим оркестром под управлением В. И. Федосеева и другими ведущими российскими музыкальными коллективами. Исполнял оперные партии на многих сценах, включая миланскую «Ла Скала», парижские «Оперу Бастилия» и «Оперу Гарнье», лондонский театр «Ковент Гарден», Венскую Государственную оперу и нью-йоркский Карнеги-холл.

## Биография
В 1986 году, в возрасте семи лет, Корчак поступил в Московское хоровое училище им. А. В. Свешникова. Окончив его с отличием, поступил в 1997 году в Академию хорового искусства. Там в течение пяти лет он проходил обучение одновременно на двух отделениях: вокального искусства (класс доцента Д. Вдовина) и хорового дирижирования (класс профессора В. Попова). 
В 2000—2001 годах совершенствовал своё вокальное мастерство на мастер-классах, проводимых в Москве педагогами из театров «Метрополитен-опера» (Нью-Йорк), Хьюстонской Оперы (Хьюстон, США) и «Ла Скала» (Милан). 
В 2004 году окончил аспирантуру Академии хорового искусства. 
С 2003 по 2007 год работал в Московском театре «Новая Опера». 
Некоторое время жил и работал в Вене.
С 2015 года Дмитрий Корчак совмещает вокальную карьеру с дирижерской. В 2016–2020 годах был главным приглашенным дирижером Новосибирского театра оперы и балета и приглашенным дирижером Михайловского театра.
Д. Корчак ведёт активную музыкально-просветительскую и музыкально-образовательную деятельность. Инициатор музыкально-просветительских и музыкально-образовательных проектов — Международного вокального конкурса Фонда Елены Образцовой: «Хосе Каррерас Гран-При» (Москва), Международной школы вокального мастерства (Москва).
В 2010 году основал премию им. В. С. Попова. 
С 2019 года руководит молодёжным образовательно-творческим проектом «Оперный класс», созданным в содружестве с Фондом Елены Образцовой.
С 2021 года — преподаватель кафедры сольного пения Академии хорового искусства имени В. С. Попова.
В репертуаре Дмитрия Корчака – партии Альфреда Жермона («Травиата»), Ленского («Евгений Онегин»), графа Альмавивы («Севильский цирюльник» Россини), Рамиро («Золушка» Россини), Неморино («Любовный напиток»), герцога Мантуанского («Риголетто»), Поллиона («Норма»), Эрнесто («Дон Паскуале»), Рудольфа («Богема»), дона Оттавио («Дон Жуан»), Тамино («Волшебная флейта»), Надира («Искатели жемчуга»), Родриго («Отелло» Россини), Орфея («Орфей и Эвридика» Глюка), графа Либенскофа («Путешествие в Реймс»), Гуальтьеро («Пират»), Арнольда Мельхталя («Вильгельм Телль»), титульные партии в «Сказках Гофмана», «Роберте-дьяволе» и «Вертере».
В 2016 году дебютировал на сцене  Мариинского театра в Санкт-Петербурге (в арии Ленского). С 2023 года дирижирует на сцене Мариинского театра оперой «Травиата».

## Награды и премии
- Третья премия на Всероссийском конкурсе вокалистов «Bella voce» (1999)
- Лауреат XIX Международного конкурса вокалистов им. М. И. Глинки (Челябинск, 2001; III премия и специальный приз Фонда им. И. С. Козловского – «Лучший тенор конкурса»)
- Третья премия на Международном конкурсе им. М. Глинки и специальный приз фонда И.Козловского «Лучший тенор конкурса» (2001)
- Лауреат молодежной премии «Триумф» (2002)
- Вторая премия и специальный приз на Международном конкурсе имени Франсиско Виньяса в Барселоне (2004)
- Четвёртая премия Международного конкурса оперных певцов Пласидо Доминго в Лос-Анджелесе и специальный приз жюри за лучшее исполнение сарсуэлы (2004)
- Лауреат премии им. Олега Янковского фестиваля «Черешневый лес» (2012)
- Премия города Москвы в области литературы и искусства (2021) — за концертные программы 2018—2020 годов и активную музыкально-просветительскую деятельность[4]